# 피아트 L3/35
L3/35는 이탈리아가 영국에서 수입한 카든 로이드 소형전차(Carden Loyd tankette)를 바탕으로 개발한 소형전차다. 처음 이탈리아군이 채용했을 당시에는 CV-29라 명명되었으며, CV는 이탈리아어 "Carro Veloce"의 약자로 "고속 전차"를 의미한다. 1933년에 CV-33으로 개발되었으나 1935년에 CV-35로 개장되었고, 1938년에 L3/35란 이름을 갖게 되었다. 당시 이탈리아군의 공식 분류는 경전차였지만 영미 계통에서는 소형전차 로 구분한다.

## 역사
2차 이탈리아-에티오피아 전쟁, 스페인 내전, 슬로바키아-헝가리 전쟁 뿐만 아니라 L3/35는 제2차 세계 대전에서 이탈리아가 싸웠던 모든 곳에서 사용되었다. 이탈리아/프랑스 국경, 북아프리카, 이탈리아령 동아프리카, 발칸반도, 그리고 러시아 등지이다. 1940년 6월, 이탈리아가 제2차 세계 대전에 참전했을때, 이탈리아는 M11/39를 2개 전차대대 규모 70대를 보유한 수준이었다. L3/35를 보유하게 되면서 이탈리아는 자동차화사단 내 전차대대, 3개 기갑사단, 각 쾌속사단(이탈리아어: Celere, "빨리") 예하의 경전차대대, 그리고 수개의 독립 전차대대를 편성하게 되었다.
2,000대 ~ 2,500대 사이의 L3/35는 여러 가지 모델과 파생형이 만들어졌다. 20대의 L3/33은 중국으로 수출되었다. 다른 L3 소형전차들은 그리스 왕국, 볼리비아, 불가리아, 브라질, 아프가니스탄, 알바니아, 오스트리아, 중화민국, 이라크 왕국, 헝가리 왕국, 그리고 스페인 국민당파에 팔았다. 그리스군은 그리스-이탈리아 전쟁(1940년 ~ 1941년) 중에 노획한 L3을 자국군에 편입시켜 재사용하기도 했다. 유고슬라비아 침공 (1941년)과 그리스 전투 (1941년) 이후, L3 소형전차는 유고슬라비아 빨치산과 그리스 저항군에 노획되어 사용되기도 했다. 1941년부터 일부 L3 소형전차는 독일의 괴뢰 국가인 크로아티아 독립국(1941년 ~ 1945년)에 제공되기도 했다.

## 파생형
L3 cc (controcarro 대전차용)
L3 cc는 이름 그대로 대전차용으로 개조된 형이다. 기본 무장으로 졸로툰 S-18/1000 20mm 대전차총을 보통 기관총을 탑재하던 장소에 탑재했다. 개조된 것은 얼마 되지 않으며 북아프리카 전역에서 사용되었다.
L3 Lf (Lancia fiamme, "화염방사전차")
는 L3의 또 다른 파생형으로 1935년에 개발이 시작되었다. 화염방사기의 노즐은 기관총 중 하나를 제거하고 설치되었고, 화염 연료는 장갑판이 부착된 별도의 트레일러가 운반했다. 후기형 버전은 L3의 엔진 구획 상부에 장착된 박스 모양의 연료통에 저장되었다. L3 Lf는 스페인, 프랑스, 발칸반도, 북아프리카와 이탈리아령 동아프리카에서 사용되었으며 무게는 5톤에 달했다.

## 외부 추가 정보
- L3/33 (CV 33), L3/35 (CV 35) Tankettes (wwiivehicles.com)
- CARRO CV 33 (L3/33) and CV 35 (L3/35) (comandosupremo.com)
- L3/35 (onwar.com)
- 피아트/안살도 L3/35의 사진. 스페인 골로소 박물관